# Halinga
Halinga (bis 1939 Hallinga, deutsch: Hallik bzw. Hallick) ist eine ehemalige Landgemeinde im Norden des estnischen Landkreises Pärnu. 2017 wurde Halinga in die Landgemeinde Põhja-Pärnumaa eingegliedert.
Auf einer Fläche von 365 km² lebten 3239 Einwohner (Stand: 1. Januar 2010). Zentrum der Landgemeinde war Pärnu-Jaagupi. Zu ihr gehörten 43 weitere Dörfer: Aasa, Altküla, Anelema, Arase, Eametsa, Eense, Eerma, Enge, Ertsma, Halinga, Helenurme, Kablima, Kaelase, Kangru, Kodesmaa, Kuninga, Langerma, Lehtmetsa, Lehu, Libatse, Loomse, Maima, Mõisaküla, Mäeküla, Naartse, Oese, Pallika, Pereküla, Pitsalu, Pööravere, Roodi, Rukkiküla, Salu, Sepaküla, Soosalu, Sõõrike, Tarva, Tõrdu, Tühjasma, Vahenurme, Vakalepa, Valistre und Vee.
Sehenswert ist die 1534 errichtete St.-Jakobi-Kirche in Pärnu-Jaagupi, einer der letzten katholischen Sakralbauten in Estland. Die barocke Kanzel von ca. 1660 stammt von dem bekannten dänischen Holzschnitzer Elert Thiele, der Altar von 1794.